# Condado de Spencer (Kentucky)
El condado de Spencer (en inglés: Spencer County), fundado en 1848, es uno de 120 condados del estado estadounidense de Kentucky. En el año 2000, el condado tenía una población de 11,766 habitantes y una densidad poblacional de 24 personas por km². La sede del condado es Taylorsville.

## Geografía
Según la Oficina del Censo, el condado tiene un área total de 497 km² (191,9 mi²), de la cual 482 km² (186,1 mi²) es tierra y 16 km² (6,2 mi²) (3.07%) es agua.

### Condados adyacentes
- Condado de Shelby (norte)
- Condado de Anderson (este)
- Condado de Nelson (sur)
- Condado de Bullitt (oeste)
- Condado de Jefferson (noroeste)

## Demografía
Según la Oficina del Censo en 2000, los ingresos medios por hogar en el condado eran de $47,042, y los ingresos medios por familia eran $52,038. Los hombres tenían unos ingresos medios de $36,638 frente a los $24,196 para las mujeres. La renta per cápita para el condado era de $19,848. Alrededor del 8.80% de la población estaban por debajo del umbral de pobreza.

## Localidades
| - Little Mount - Mount Eden - Rivals - Taylorsville - Waterford - Whitfield - Yoder |